# Herb gminy Grabowiec
Herb gminy Grabowiec – symbol gminy Grabowiec.

## Wygląd i symbolika
Herb przedstawia na tarczy w polu białym czerwony mur ceglany z trzema wieżami o niebieskich daszkach. Jest to nawiązanie do historycznego herbu Grabowca jako miasta, którego wizerunek jest znany z trzech XVI-wiecznych pieczęci miasta[niewiarygodne źródło?].